# Goodbye Yellow Brick Road
Goodbye Yellow Brick Road là album phòng thu thứ 7 của ca sĩ, nhạc sĩ người Anh Elton John, được phát hành vào năm 1973 dưới dạng đĩa kép. Album bán được 20 triệu bản trên toàn thế giới, và trở thành sản phẩm xuất sắc nhất sự nghiệp của John. Được thu âm tại Château d'Hérouville, album bao gồm ca khúc nổi tiếng tưởng nhớ Marilyn Monroe, "Candle in the Wind", kèm với đó là những đĩa đơn vô cùng xuất sắc khác, như "Bennie and the Jets", "Goodbye Yellow Brick Road", và "Saturday Night's Alright for Fighting".
Goodbye Yellow Brick Road được sáng tác và thu âm chủ yếu tại Lâu đài Hérouville, phía Bắc nước Pháp, nơi mà John cùng ban nhạc đã có quãng thời gian sống và trải nghiệm cùng người dân địa phương. Album được xướng tên tại Đại sảnh Danh vọng Grammy vào năm 2003 và được xếp hạng là một trong những album vĩ đại nhất lịch sử bởi nhiều tạp chí uy tín.

## Sản xuất
Dưới tiêu đề Vodka and Tonics và Silent Movies, Talking Pictures, Bernie Taupin đã dành tới hơn 2 tuần để tìm lời cho các ca khúc mà John viết chỉ trong 3 ngày nghỉ tại khách sạn Pink Flamingo ở Kingston, Jamaica. John nói anh thực sự cần tới Jamaica vì The Rolling Stones đã tìm được cảm hứng cho album Goats Head Soup khi họ tới đây. Công việc sản xuất được bắt đầu ở Jamaica vào tháng 1 năm 1973, cho dù có rất nhiều khó khăn về âm thanh và thiết kế phòng thu piano, cùng với đó là sự xao nhãng từ trận đấu quyền anh kinh điển giữa Joe Frazier và George Foreman ở Kingston, và cuối cùng là màn bạo lực leo thang ở đây do nền kinh tế ngày một khó khăn. Cuối cùng, tất cả rời đi khi chưa thực sự hoàn thành công việc nào cả. Goodbye Yellow Brick Road được thu âm tại Château d'Hérouville, Pháp – nơi mà Elton đã từng ghi những album trước đó là Honky Château và Don't Shoot Me I'm Only the Piano Player. Chỉ có duy nhất ca khúc "Saturday Night's Alright for Fighting" được thu ở Jamaica, song nó lại bị thất lạc và rốt cuộc, bản thu trong album lại phải thu ở Château d'Hérouville.
Theo nhà sản xuất Gus Dudgeon, album này vốn không có mục đích trở thành một album-kép. Thực tế, John và Taupin đã viết tới 22 ca khúc cho album, và 18 trong số đó (tính cả "Funeral for a Friend" và "Love Lies Bleeding") đã được sử dụng, tức là tương đương với một album-kép. Đây là album-kép đầu tiên của John (ông còn có 3 album tương tự nữa cho tới năm 2011). Các ca khúc vẫn chủ yếu nói về tình yêu quê hương từ những kỉ niệm tuổi thơ và cả những nét văn hóa Mỹ qua góc nhìn từ những bộ phim cũ, có thể kể tới những ca khúc như "Bennie and the Jets", "Goodbye Yellow Brick Road" hay "Saturday Night's Alright for Fighting" kể lại những góc ở thị trấn Market Rasen mà Taupin hay tới khi còn nhỏ; ngoài ra còn là ca khúc dài tới 11 phút "Funeral for a Friend/Love Lies Bleeding" và lời ca tưởng nhớ Marilyn Monroe trong "Candle in the Wind". "Grey Seal" vốn là ca khúc nằm ở mặt B của đĩa đơn năm 1970 "Rock n' Roll Madonna" và được ghi âm lại cho album này.
"Harmony" – ca khúc cuối cùng của album – được coi là đĩa đơn cuối cùng của album, song lại không được phát hành bởi tính kéo dài của album gây ảnh hưởng tới việc quảng bá album liền sau đó Caribou mà dĩ nhiên sẽ bán các đĩa đơn giới thiệu trước khi phát hành chính thức. Cuối cùng nó cũng được cho vào mặt B của đĩa đơn "Bennie and the Jets" tại Mỹ, được chiếu trên nhiều kênh FM, đáng kể nhất là WBZ-FM ở Boston và cũng vào được trong top 40 trong các bảng xếp hạng LP và mặt B bầu chọn bởi các thính giả. "Harmony" có vị trí số 1 tại bảng xếp hạng của WBZ-FM vào tháng 6 năm 1974 và thứ sáu của cả năm, trong khi "Bennie and the Jets" có được vị trí số 1 và "Don't Let the Sun Go Down on Me" số 7. Đĩa đơn "Harmony" được phát hành tại Anh năm 1980 song không được xếp hạng dù được khán giả đánh giá cao. Đôi khi John cũng trình diễn live ca khúc này.

## Danh sách ca khúc
Tất cả các ca khúc đều được sáng tác bởi Elton John và Bernie Taupin.
Đĩa 1
| Mặt A | Mặt A                                     | Mặt A      |
| STT   | Nhan đề                                   | Thời lượng |
| ----- | ----------------------------------------- | ---------- |
| 1.    | "Funeral for a Friend/Love Lies Bleeding" | 11:09      |
| 2.    | "Candle in the Wind"                      | 3:50       |
| 3.    | "Bennie and the Jets"                     | 5:23       |

| Mặt B | Mặt B                       | Mặt B      |
| STT   | Nhan đề                     | Thời lượng |
| ----- | --------------------------- | ---------- |
| 4.    | "Goodbye Yellow Brick Road" | 3:13       |
| 5.    | "This Song Has No Title"    | 2:23       |
| 6.    | "Grey Seal"                 | 4:00       |
| 7.    | "Jamaica Jerk-Off"          | 3:39       |
| 8.    | "I've Seen That Movie Too"  | 5:59       |

Đĩa 2
| Mặt A | Mặt A                                  | Mặt A      |
| STT   | Nhan đề                                | Thời lượng |
| ----- | -------------------------------------- | ---------- |
| 9.    | "Sweet Painted Lady"                   | 3:54       |
| 10.   | "The Ballad of Danny Bailey (1909–34)" | 4:23       |
| 11.   | "Dirty Little Girl"                    | 5:00       |
| 12.   | "All the Girls Love Alice"             | 5:09       |

| Mặt B | Mặt B                                                 | Mặt B      |
| STT   | Nhan đề                                               | Thời lượng |
| ----- | ----------------------------------------------------- | ---------- |
| 13.   | "Your Sister Can't Twist (But She Can Rock 'n' Roll)" | 2:42       |
| 14.   | "Saturday Night's Alright for Fighting"               | 4:57       |
| 15.   | "Roy Rogers"                                          | 4:07       |
| 16.   | "Social Disease"                                      | 3:42       |
| 17.   | "Harmony"                                             | 2:46       |

| Bonus tracks (2003 Deluxe edition) | Bonus tracks (2003 Deluxe edition)              | Bonus tracks (2003 Deluxe edition) |
| STT                                | Nhan đề                                         | Thời lượng                         |
| ---------------------------------- | ----------------------------------------------- | ---------------------------------- |
| 18.                                | "Whenever You're Ready (We'll Go Steady Again)" | 2:52                               |
| 19.                                | "Jack Rabbit"                                   | 1:50                               |
| 20.                                | "Screw You (Young Man's Blues)"                 | 4:42                               |
| 21.                                | "Candle in the Wind" (acoustic)                 | 3:51                               |

## Thành phần tham gia sản xuất
Theo danh sách theo kèm album.
| Nghệ sĩ - Elton John – hát, piano, piano điện tử, organ, Farfisa organ, mellotron, Leslie piano. - Dee Murray – bass. - Davey Johnstone – guitar acoustic, guitar điện, guitar Leslie, banjo. - Nigel Olsson – trống. - Ray Cooper – sắc xô, conga. Nghệ sĩ khác - Dee Murray, Davey Johnstone, Nigel Olsson – hát nền. - Del Newman – hòa âm dàn nhạc. - Leroy Gomez – saxophone solo trong "Social Disease". - David Hentschel – máy chỉnh âm ARP. - Kiki Dee – hát nền trong "All the Girls Love Alice". | Ê-kíp sản xuất - Sản xuất – Gus Dudgeon. - Kỹ thuật viên âm thanh – David Hentschel, Peter Kelsey, Andy Scott. - Chỉnh băng – Barry Sage. - Ký hợp đồng với dàn nhạc – David Katz. - Chỉ huy dàn nhạc – Del Newman. - Chỉ đạo nghệ thuật – David Larkham, Michael Ross. - Thiết kế – David Larkham, Michael Ross, Ian Beck. - Ghi chép – Gus Dudgeon, John Tobler. |

## Phát hành và đón nhận của công chúng
| Đánh giá chuyên môn | Đánh giá chuyên môn |
| Nguồn đánh giá      | Nguồn đánh giá      |
| Nguồn               | Đánh giá            |
| ------------------- | ------------------- |
| Allmusic            | [ 7 ]               |
| Robert Christgau    | (B)                 |
| Rolling Stone       | (tiêu cực)          |
| Rolling Stone       | (2004)              |

Bản LP gốc vào năm 1997 được phát hành thành 2 CD, song bản chỉnh âm vào các năm 1992 và 1995 gộp chúng lại thành 1 khi tổng thời gian chưa vượt quá 80'. Ấn bản kỷ niệm 30 năm phát hành album quay trở lại với kiểu gốc với việc tách album ra làm 2 và kèm theo các bonus track và DVD hậu kỳ của album. Mobile Fidelity cũng từng phát hành album này chỉ trong 1 CD duy nhất với 24 karat vàng. Goodbye Yellow Brick Road cũng được phát hành theo cả các định dạng SACD (2003) và DVD-Audio (2004). Các bản chất lượng cao theo kèm với các bản gốc, và phần âm thanh 5.1 được sản xuất và chỉnh sửa bởi Greg Penny.
Goodbye Yellow Brick Road ban đầu bị coi là một album có vài ca khúc tốt, song lại hỗn loạn, không thống nhất, quá dài và vá víu. Tuy nhiên, đây lại là album nổi tiếng nhất của Elton John và là album phòng thu bán chạy nhất của anh. Tại Mỹ, 3 đĩa đơn đã được phát hành là "Goodbye Yellow Brick Road", "Bennie and the Jets", và "Saturday Night's Alright for Fighting". Album đạt chứng chỉ vàng vào ngày 12 tháng 10 năm 1973, 5x Bạch kim vào ngày 23 tháng 3 năm 1973, 6x Bạch kim vào ngày 11 tháng 9 năm 1995 và 7x Bạch kim vào ngày 26 tháng 8 năm 1998 theo RIAA.

## Xếp hạng
| Bảng xếp hạng                             | Vị trí cao nhất |
| ----------------------------------------- | --------------- |
| Australian Kent Music Report Albums Chart | 1               |
| Canadian RPM Albums Chart                 | 1               |
| Danish Albums Chart                       | 4               |
| Italian Albums Chart                      | 5               |
| Japanese Oricon LP Chart                  | 22              |
| Norwegian VG-lista Albums Chart           | 5               |
| Spanish Albums Chart                      | 8               |
| Swedish Albums Chart                      | 7               |
| UK Albums Chart                           | 1               |
| U.S. Billboard 200                        | 1               |
| West German Media Control Albums Chart    | 41              |

| Bảng xếp hạng (1973)    | Vị trí          |
| ----------------------- | --------------- |
| Italian Albums Chart    | 36              |
| Bảng xếp hạng (1974)    | Vị trí cao nhất |
| Australian Albums Chart | 2               |
| Canadian Albums Chart   | 37              |
| UK Albums Chart         | 7               |
| U.S. Billboard Year-End | 1               |